# Generation Kill (serie de televisión)

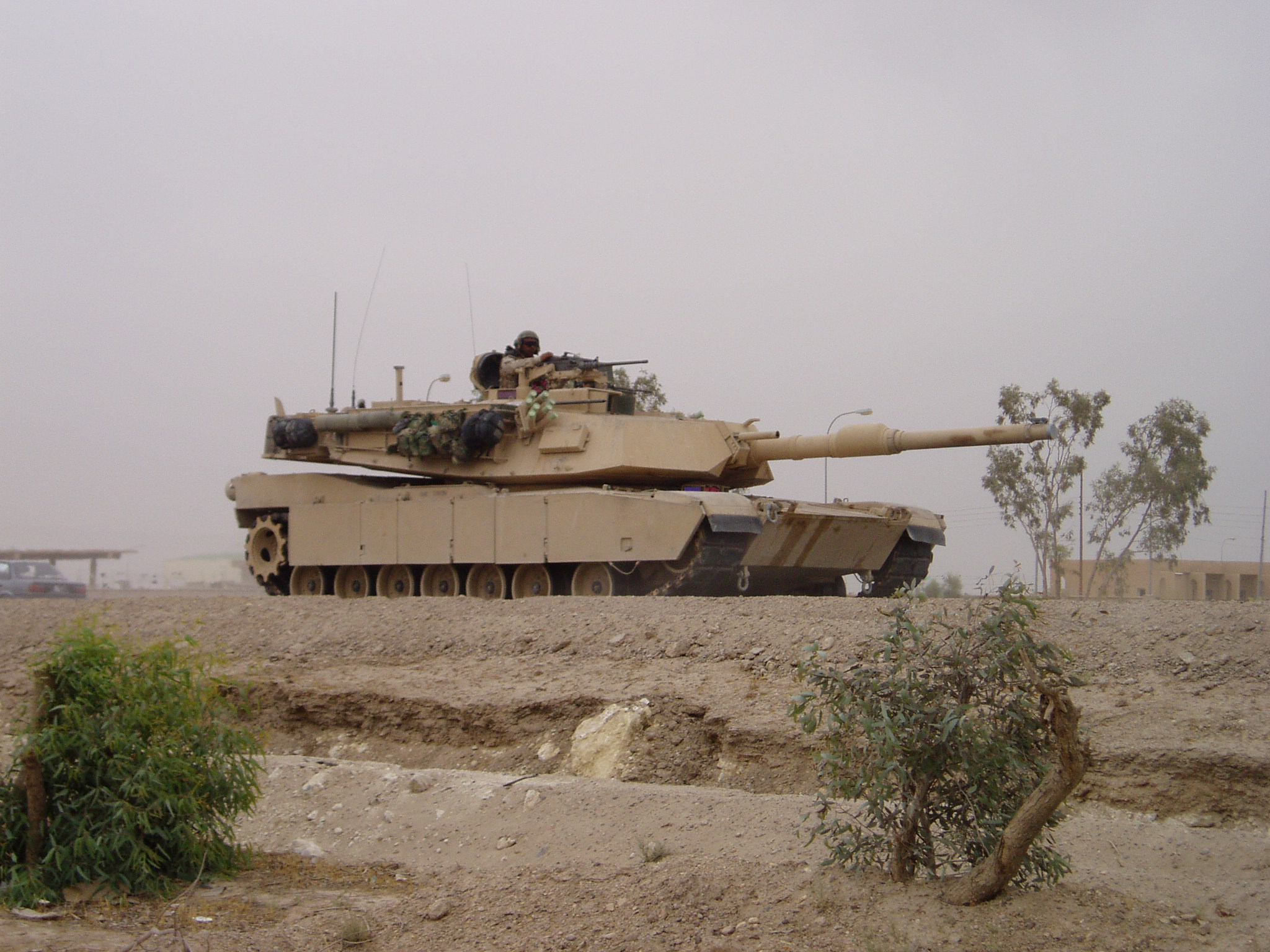
Un tanque M1A1 en las afueras de Faluya en mayo de 2004.

Generation Kill es una miniserie estadounidense de la HBO, basada en el libro del mismo nombre de Evan Wright, adaptada para la televisión por David Simon, Ed Burns y Evan Wright. La serie se estrenó el 13 de julio de 2008 y consta de siete episodios. Está producida por David Simon, Ed Burns, Nina K. Noble, Andrea Calderwood, George Faber y Charles Pattinson.

## Producción
La cadena HBO dio luz verde a esta miniserie de siete capítulos, basada en el libro de Evan Wright sobre sus experiencias como reportero ("Rolling Stone") al empotrarse en el Segunda Sección, Compañía Bravo del 1.er Batallón de Reconocimiento de la 1.ª División de Marines, durante la primera fase de la Guerra de Irak en 2003.

### Equipo
David Simon y Ed Burns coescribieron y produjeron ejecutivamente el proyecto con George Faber y Charles Pattinson de Company Pictures y con Anne Thomoboulos de HBO. La miniserie fue grabada como 7 capítulos de una hora cada uno siendo grabada durante seis meses en el verano de 2007 en Namibia, Mozambique y Sudáfrica. Andrea Calderwood produce, Nina Noble es la coproductora ejecutiva. El autor Evan Wright y el Marine Eric Kocher también formaron parte del equipo. Susanna White y Simon Cellan Jones dirigieron los episodios de la serie.

## Lista de capítulos
1. A por ellos (Get Some)
2. La cuna de la civilización (The Cradle of Civilization)
3. La cagada (Screwby)
4. Una paja en combate (Combat Jack)
5. Tentar a la suerte (A Burning Dog)
6. Tranquilidad (Stay Frosty)
7. Bomba en el jardín (Bomb in the Garden)

## 1.erBatallón de Reconocimiento
El 1.er Batallón de Reconocimiento es parte de la 1.ª División de Marines, está comandada por el general de División James 'Maddog' Mattis protagonizado por Robert Burke.
| Actor           | Personaje                                   | Posición                       |
| --------------- | ------------------------------------------- | ------------------------------ |
| Chance Kelly    | Teniente coronel Stephen 'Padrino' Ferrando | Comandante del Batallón        |
| Benjamin Busch  | Mayor Todd Eckloff                          | Oficial ejecutivo del Batallón |
| Neal Jones      | Sargento mayor John Sixta (Mr. Potato Head) | Sargento Mayor del Batallón    |
| Nabil Elouahabi | Meesh                                       | Traductor del Batallón         |

### Compañía Alpha
Llamados a sí mismos como los Asesinos.
| Actor                  | Personaje                          | Posición                   |
| ---------------------- | ---------------------------------- | -------------------------- |
| Michael Kelly          | Capitán Bryan Patterson            | Comandante de Compañía     |
| Owain Yeoman           | Sargento de Artillería Eric Kocher | Jefe de Operaciones        |
| Theo Landey            | Sargento Damon Fawcett             | Equipo 2-3, Jefe de Equipo |
| Kyle Siebert           | Cabo John Burris                   | Equipo 2-3, Conductor      |
| Jeffrey John Carisalez | Cabo Smith                         | Equipo 2-3                 |
| Darron Meyer           | Cabo Cody Scott                    | Equipo 2-3, Artillero      |

### Compañía Bravo
Llamados a sí mismos como los Sicarios o los Tipo Duro (en la versión española).
| Actor         | Personaje                                       | Posición               |
| ------------- | ----------------------------------------------- | ---------------------- |
| Brian Wade    | Capitán Craig 'Encino Man' Schwetje             | Comandante de Compañía |
| David Barrera | Sargento de Artillería Ray 'Casey Kasem' Griego | Jefe de Operaciones    |

#### Segunda Sección
| Actor               | Personaje                                        | Equipo                                    | Vehículo | Posición en el Vehículo |
| ------------------- | ------------------------------------------------ | ----------------------------------------- | -------- | ----------------------- |
| Alexander Skarsgård | Sargento Brad 'Iceman' Colbert                   | Equipo 1, Jefe de Equipo                  | V-01     | Passenger               |
| James Ransone       | Corporal Josh Ray Person                         | Team 1                                    | V-01     | Driver                  |
| Billy Lush          | Lance Corporal Harold James Trombley             | Team 1                                    | V-01     | Driver Rear             |
| Pawel Szajda        | Corporal Walt Hasser                             | Team 1                                    | V-01     | Turret position         |
| Lee Tergesen        | Evan 'Reporter' Wright                           | Reportero con equipo 1                    | V-01     | Passenger Rear          |
| Jon Huertas         | Sargento Antonio 'Poke' Espera                   | Team 1, Asistente Team Leader             | V-02     | Passenger               |
| Kellan Lutz         | Corporal Jason Lilley                            | Team 1                                    | V-02     | Driver                  |
| Stefan Otto         | Corporal Nathan Christopher                      | Team 1                                    | V-02     | Passenger rear          |
| Sal Alvarez         | Corporal Héctor León                             | Team 1                                    | V-02     | Driver rear             |
| Rey Valentin        | Corporal Gabriel 'Gabe' Garza                    | Team 1                                    | V-02     | Turret position         |
| Josh Barrett        | Sargento Larry Shawn 'Pappy' Patrick             | Team 2, Team Leader                       | V-03     | Passenger               |
| Rudy Reyes          | Sargento Rodolfo 'Rudy' Reyes                    | Team 2                                    | V-03     | Driver                  |
| Eric Ladin          | Corporal James Chaffin                           | Team 2                                    | V-03     | Driver rear             |
| Justin Shaw         | Sargento Michael 'Budweiser' Brunmeier           | Team 2                                    | V-03     | Passenger rear          |
| Rich McDonald       | Corporal Anthony 'Manimal' Jacks                 | Team 2                                    | V-03     | Turret position         |
| Stark Sands         | First Lieutenant Nathaniel 'Nate' Fick           | Platoon Commander, Command Vehicle        | V-04     | Passenger               |
| Marc Menchaca       | Gunnery Sergeant Mike 'Gunny' Wynn               | Platoon Gunnery Sergeant, Command vehicle | V-04     | Driver                  |
| Wilson Bethel       | Corporal Evan 'Q-Tip' Stafford                   |                                           | V-04     | Passenger rear          |
| Daniel Fox          | Private First Class John Christeson              |                                           | V-04     | Driver rear             |
| Langley Kirkwood    | Sargento Steven Lovell                           | Team 3, Team Leader                       | V-05     | Passenger               |
| Mike Figueroa       | Sargento Leandro "Shady B" Baptista              | Team 3                                    | V-05     | Driver                  |
| Jonah Lotan         | Corpsman Second Class Robert Timothy 'Doc' Bryan | Team 3                                    | V-05     | Passenger rear          |
| Sydney Hall         | Corporal Teren 'T' Holsey                        | Team 3                                    | V-05     | Driver rear             |
| Bjorn Steinbach     | Corporal Michael Stinetorf                       | Team 3                                    | V-05     | Turret position         |